# Kết cấu dầm gánh nhà cao tầng
Kết cấu dầm gánh nhà cao tầng hay hệ dầm gánh nhà cao tầng hoặc outrigger nhà cao tầng, (tiếng Anhː Outrigger structure), là hệ kết cấu có khả năng rất lớn chịu tải trọng ngang của nhà cao tầng là tải trọng gió và động đất. Thành phần chính của hệ kết cấu này là các dầm gánh cực lớn dạng con-son còn gọi là outrigger đua ra từ lõi cứng của nhà cao tầng. Outrigger là một dầm cứng hay dàn, có chiều cao bằng cả một tầng nhà, kết nối các bức tường chịu cắt (lõi vách) với các cột biên bên ngoài mặt tiền nhà. Kết cấu dầm gánh nhà cao tầng mô phỏng hệ càng outrigger của các con thuyền outrigger của cư dân các quốc gia quần đảo ở nam Thái Bình Dương. Ngoài các dầm gánh (outrigger) có độ cứng rất lớn, kết cấu dầm gánh nhà cao tầng còn có đai dầm gánh (belt outrigger) là hệ ống vách bao ngoài (belt wall) nối các đầu mút các dầm gánh với nhau, đỡ và treo hệ cột biên nhà cao tầng. Đai dầm gánh làm tăng hiệu quả sử dụng của lưới cột biên trong chịu lực ngang.